# Aunt Huldah, the Matchmaker
Aunt Huldah, the Matchmaker è un cortometraggio muto del 1911 diretto da Edwin R. Phillips.

## Produzione
Il film fu prodotto dalla Vitagraph Company of America.

## Distribuzione
Il film - un cortometraggio in una bobina - uscì nelle sale cinematografiche USA il 25 ottobre 1911, distribuito dalla General Film Company.